# Ян Пянчинський
Ян Пянчинський (пол. Jan Piączyński) — польський шляхтич герба Огоньчик, родом із Плоцького воєводства. Підчаший новгород-сіверський (16 березня 1635 — 1646), підстароста ніжинський (1640), королівський секретар (1635) і ротмістр (1640, 1649).
Пянчинський брав участь в московських експедиціях (1609–18), а у 20-их роках XVII століття разом з братом Станіславом поселився на Чернігівщині, де Щасний Вишель призначив Яна осадчим Носівки, старостою цього містечка він фігурує в серпні 1628. Обидвоє грали помітну роль в засіданнях чернігівського сеймика, 21 травня 1639 р. на прохання цього ж сеймика Пянчинські дістали королівську данину: 50 волок над р. Гуткою. З червня 1645 по липень 1647 Ян брав участь в комісії, покликаній визначити польсько-московський кордон на новгород-сіверській ділянці. В 1646 р. шляхтича обирали послом на сейм. Йому протегував король і польний гетьман Миколай Потоцький. Володів селами Кропивна й Безуглівка (57 домів).  